# Impatiens leptocarpa
Impatiens leptocarpa är en balsaminväxtart som beskrevs av Joseph Dalton Hooker. Impatiens leptocarpa ingår i släktet balsaminer, och familjen balsaminväxter. Inga underarter finns listade i Catalogue of Life.